# Peter Ihle
Peter Ihle (* 5. Juli 1937 in Düsseldorf) ist ein deutscher Kommunalpolitiker (CDU). Er war von 1994 bis 2004 Bürgermeister der Stadt Heiligenhaus.

## Ausbildung und Beruf
Ihle schloss die Schule mit der Mittleren Reife ab und beendete 1957 eine Ausbildung zum Industriekaufmann. Seine Bundeswehrzeit verbrachte er in Hamburg. Es folgten weitere Ausbildungen zum Rechnungsführer/Zahlmeister bei der Bundeswehr. 
Seit 1988 war er alleiniger Geschäftsführer der Firma PRO-Team GmbH in Düsseldorf. 
Ihle hat zwei Söhne und eine Tochter.

## Politik
Peter Ihle trat am 25. Juli 1973 in die CDU, Stadtverband Heiligenhaus, ein. In den Folgejahren arbeitete er im Vorstand mit und wurde später stellvertretender Vorsitzender des CDU-Stadtverbandes und Mitbegründer der Mittelstandsvereinigung Heiligenhaus. 
Am 30. September 1979 wurde er erstmals in den Rat der Stadt gewählt und übernahm den Vorsitz in mehreren Ausschüssen. Unter anderem war er Mitbegründer des Partnerschaftskomitees. Am 6. Oktober 1993 wurde er stellvertretender Bürgermeister. 
Ihle gewann bei der Kommunalwahl 1994 als Bürgermeisterkandidat der CDU. Er trat am 2. November 1994 das Amt als (ehrenamtlicher) Bürgermeister der Stadt an. In der Kommunalwahl vom 12. September 1999 wurde er in direkter Wahl mit zum ersten hauptamtlichen Bürgermeister der Stadt Heiligenhaus gewählt, seine neue Amtszeit trat er am 1. Oktober 1999 an. 2004 folgte ihm sein Parteifreund Jan Heinisch nach.
| Personendaten    | Personendaten                                                   |
| ---------------- | --------------------------------------------------------------- |
| NAME             | Ihle, Peter                                                     |
| KURZBESCHREIBUNG | deutscher Politiker (CDU), Bürgermeister der Stadt Heiligenhaus |
| GEBURTSDATUM     | 5. Juli 1937                                                    |
| GEBURTSORT       | Düsseldorf                                                      |